# Rohosiw
Rohosiw (ukrainisch Рогозів, russisch Рогозов Rogosow) ist ein Dorf in der ukrainischen Oblast Kiew mit etwa 3000 Einwohnern (2004).

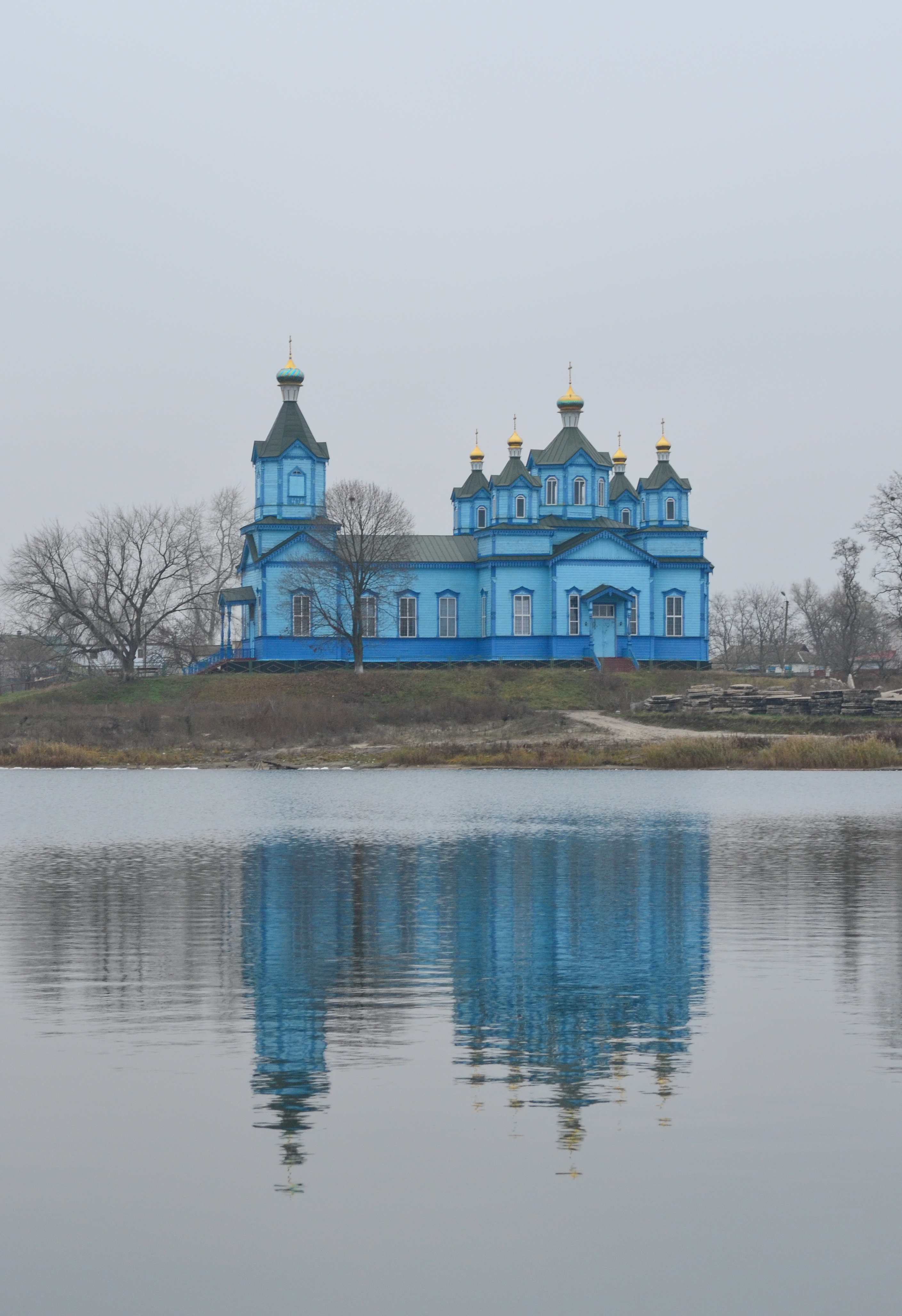
Kirche im Ort

Das im Jahr 1525 gegründete Dorf liegt an der Fernstraße N 08, 52 km südöstlich des Stadtzentrums von Kiew und 15 km südöstlich vom Rajonzentrum Boryspil.
Am 12. Juni 2020 wurde das Dorf ein Teil der neugegründeten Stadtgemeinde Boryspil, bis dahin bildete es zusammen mit dem Dorf Kyryjiwschtschyna (Кириївщина) die gleichnamige Landratsgemeinde Rohosiw (Рогозівська сільська рада/Rohosiwska silska rada) im Zentrum des Rajons Boryspil.